# Amtsgericht Ludwigshafen am Rhein
Das Amtsgericht Ludwigshafen am Rhein ist ein Gericht der ordentlichen Gerichtsbarkeit in Rheinland-Pfalz. Es ist eines von sechs Amtsgerichten im Bezirk des Landgerichts Frankenthal (Pfalz). Als größtes Amtsgericht der Pfalz sind dort rund 25 Richter und insgesamt ca. 170 Mitarbeiter beschäftigt.

## Gerichtsbezirk und Zuständigkeit
Das Amtsgericht hat seinen Sitz in Ludwigshafen am Rhein. Der Gerichtsbezirk umfasst neben der Stadt das mittlere Gebiet des Rhein-Pfalz-Kreises mit Altrip, Birkenheide, Dannstadt-Schauernheim, Fußgönheim, Hochdorf-Assenheim, Limburgerhof, Maxdorf, Mutterstadt, Neuhofen und Rödersheim-Gronau. 2009 lebten 227.201 Menschen in dem Bezirk.
Das Amtsgericht ist innerhalb seines Gerichtsbezirks für Zivil-, Familien- und Strafsachen als erstinstanzliches Gericht zuständig. Das Handelsregister und das Genossenschaftsregister führt es für den ganzen Bezirk des Landgerichts Frankenthal (Pfalz). Darüber hinaus ist das Amtsgericht als konzentriertes Insolvenzgericht auch für die Insolvenzverfahren aus den Bezirken der Amtsgerichte Grünstadt, Frankenthal und Speyer zuständig.

## Instanzenzug
Dem Amtsgericht direkt übergeordnet ist das Landgericht Frankenthal (Pfalz), das zum Bezirk des Pfälzischen Oberlandesgerichts Zweibrücken gehört.

## Geschichte
Die Stadt Ludwigshafen wurde erst Mitte des 19. Jahrhunderts gegründet und nach dem bayerischen König Ludwig I. benannt. Ludwigshafen nahm aber in äußerst kurzer Zeit eine stürmische Entwicklung und überflügelte rasch die meisten anderen pfälzischen Orte, so dass 1861 Hauptort und Kantonsgericht des Kantons Mutterstadt nach Ludwigshafen verlegt wurden. Das Gericht hieß nun Landgericht. Es war zunächst im Gemeindehaus und ab 1877 in einem eigenen Gebäude in der Amtsstraße untergebracht.
Durch das Gerichtsverfassungsgesetz vom 27. Januar 1877, Bestandteil der Reichsjustizgesetze, wurde die Justizverfassung im Deutschen Reich vereinheitlicht, auch die Bezeichnungen der Gerichte. Das „k.b. Bezirksgericht Frankenthal“ erhielt zum 1. Oktober 1879 die Bezeichnung „Landgericht Frankenthal“. Auch die ihm zugeordneten Gerichte erhielten deshalb neue Bezeichnungen: Aus den königlich-bayerischen Stadt- und Landgerichten wurden Amtsgerichte. Seit der Errichtung des Landes Rheinland-Pfalz am 30. August 1946 ist dieses Bundesland Gerichtsträger des Landgerichts Frankenthal (Pfalz) und des ihm zugeordneten Amtsgerichts Ludwigshafen.
1926 hatte das Amtsgericht Ludwigshafen 15 Richter, weswegen bis 1929 in der Wittelsbachstraße ein Neubau mit angeschlossenem Gefängnis erstellt wurde. Im Zweiten Weltkrieg stark zerstört, wurde das Gebäude bis 1954 wiederaufgebaut.

## Leitung
Direktor des Amtsgerichts ist seit Mai 2020 Daniel Kühner. Stellvertretender Direktor ist seit Dezember 2022 Stephan Beth.
Seit dem Jahr 1861 standen dem Amtsgericht vor:
| Amtszeit  | Name                                   |
| --------- | -------------------------------------- |
| 1861–1866 | Landrichter Fasciola                   |
| 1866–1889 | Oberamtsrichter Culmann                |
| 1889–1913 | Amtsgerichtspräsident Pauli            |
| 1913–1929 | Amtsgerichtspräsident Jung             |
| 1929–1935 | Amtsgerichtspräsident Dexheimer        |
| 1935–1945 | Amtsgerichtsdirektor Teicher           |
| 1945–1949 | Amtsgerichtsdirektor Wagner            |
| 1949–1969 | Amtsgerichtsdirektor Veith             |
| 1969–1980 | Direktor des Amtsgerichts Krebs        |
| 1980–1992 | Direktor des Amtsgerichts Massar       |
| 1992–2004 | Direktor des Amtsgerichts Haindl       |
| 2004–2018 | Direktor des Amtsgerichts Schreiner    |
| 2018–2020 | Direktor des Amtsgerichts Schwenninger |
| 2020 –    | Direktor des Amtsgerichts Kühner       |